# NGC 3093
NGC 3093 este o galaxie eliptică situată în constelația Sextantul. A fost descoperită în 22 ianuarie 1865 de către Albert Marth. Se află la o distanță de 88,55 de megaparseci de Pământ.